# Istvan Bakx
Istvan Bakx (Vlissingen, 20 januari 1986) is een voormalig Nederlands profvoetballer die bij voorkeur als middenvelder of vleugelspeler uitkwam.

## Clubcarrière
In juni 2005 werd Bakx van VV Kloetinge naar zijn eerste profclub Sparta Rotterdam gehaald. Aan het einde van het seizoen 2005/06 legde hij een contractverlenging naast zich neer. Hij ging spelen voor Hoek zodat hij tijd had om een hbo-opleiding te volgen. Mede door deze keus om een opleiding te volgen, kon hij geen contract tekenen bij FC Zwolle. In juli 2007 tekende Bakx wel een tweejarig contract bij KV Kortrijk. In de zomer van 2009 kocht KRC Genk hem van KV Kortrijk.
Hij tekende in juni 2009 een driejarig contract bij KRC Genk, dat hem gedurende het seizoen 2010/11 verhuurde aan FC Den Bosch. In januari 2012 liet hij zijn contract bij KRC Genk ontbinden. Vanaf januari 2012 kwam hij uit voor Willem II waarna hij zijn voet breekt en geen nieuw contract aangeboden krijgt. In de transferperiode van 2012 onderhoudt hij zijn conditie bij Team VVCS. Al snel tekent hij een contract bij AGOVV Apeldoorn. AGOVV Apeldoorn ging in januari 2013 failliet waardoor Istvan Bakx een nieuw contract aangeboden kreeg bij FC Den Bosch. Op 13 juni 2018 tekende hij een contract voor 1 seizoen, met een optie voor een tweede bij Go Ahead Eagles. Bakx won een Bronzen schild als beste speler van de eerste periode van de Keuken Kampioen Divisie 2018/19. Met Go Ahead Eagles greep hij in de finale van de play-offs tegen RKC Waalwijk in extremis naast promotie. Eind juni besloot Bakx zijn aflopende contract niet te verlengen en bij SV Spakenburg aan de slag te gaan. In augustus 2019 ging Bakx echter naar Ajax Cape Town in Zuid-Afrika dat uitkomt in de National First Division. In het door de Coronapandemie onderbroken seizoen liep hij in augustus 2020 met zijn club promotie mis in de playoffs. In september 2020 keerde Bakx terug bij HSV Hoek en wordt tevens jeugdtrainer bij JVOZ.

## Interlandcarrière
Op 12 maart 2008 werd Bakx door Foppe de Haan opgenomen in de voorselectie van Nederlands olympisch voetbalelftal voor het oefenduel tegen Estland.
Op zondag 24 mei 2008 debuteerde Bakx in de oefenwedstrijd Nederland - Frankrijk tijdens een vierlandentoernooi in Zweden. Bondscoach Foppe De Haan liet Bakx de hele wedstrijd spelen in Trelleborg. Nederland verloor met 1-2. Bakx zou niet geselecteerd worden voor de Olympische Zomerspelen 2008.

## Clubstatistieken
| Seizoen | Club             | Land        | Competitie               | Wedstrijden | Doelpunten |
| ------- | ---------------- | ----------- | ------------------------ | ----------- | ---------- |
| 2003/05 | Kloetinge        | Nederland   | Zaterdag eerste klasse C | ?           | 17         |
| 2005/06 | Jong Sparta      | Nederland   | Beloftencompetitie       | 24          | 13         |
| 2005/06 | Sparta Rotterdam | Nederland   | Eredivisie               | 2           | 0          |
| 2006/07 | Hoek             | Nederland   | Zaterdag Hoofdklasse B   | 26          | 6          |
| 2007/08 | KV Kortrijk      | België      | Tweede klasse            | 35          | 14         |
| 2007/08 | KV Kortrijk      | België      | Beker van België         | 5           | 3          |
| 2008/09 | KV Kortrijk      | België      | Eerste klasse            | 23          | 3          |
| 2009/10 | KRC Genk         | België      | Eerste klasse            | 3           | 0          |
| 2009/10 | KRC Genk         | België      | Play-Off II B            | 1           | 0          |
| 2010/11 | → FC Den Bosch   | Nederland   | Jupiler League           | 32          | 8          |
| 2011/12 | KRC Genk         | België      | Jupiler Pro League       | 0           | 0          |
| 2011/12 | Willem II        | Nederland   | Jupiler League           | 9           | 3          |
| 2012/13 | AGOVV Apeldoorn  | Nederland   | Jupiler League           | 17          | 0          |
| 2012/13 | FC Den Bosch     | Nederland   | Jupiler League           | 8           | 0          |
| 2013/14 | FC Den Bosch     | Nederland   | Jupiler League           | 30          | 4          |
| 2014/15 | FC Oss           | Nederland   | Jupiler League           | 35          | 8          |
| 2015/16 | FC Oss           | Nederland   | Jupiler League           | 34          | 5          |
| 2016/17 | FC Oss           | Nederland   | Jupiler League           | 35          | 3          |
| 2017/18 | FC Oss           | Nederland   | Jupiler League           | 36          | 5          |
| 2018/19 | Go Ahead Eagles  | Nederland   | Jupiler League           | 35          | 4          |
| 2019/20 | Ajax Cape Town   | Zuid-Afrika | National First Division  | 1           | 0          |
| 2020/21 | HSV Hoek         | Nederland   | Derde divisie            | 1           | 0          |
| 2021/22 | HSV Hoek         | Nederland   | Derde divisie            | 32          | 6          |
| Totaal  | Totaal           | Totaal      | Totaal                   | 424         | 102        |

Bijgewerkt op 18 mei 2024.
AGOVV Apeldoorn ging in januari 2013 definitief failliet. Op dat moment stond Bakx bovenaan de lijst van de Jupiler League met 9 assists. Op 31 januari 2013 maakte hij de overstap naar FC Den Bosch.

## Trivia
Bakx werd eerder gescout door KV Kortrijk, maar de club nam geen contact op met de speler zelf. Op zoek naar een linkeraanvaller, tikte coach Hein Vanhaezebrouck 'linkeraanvaller' in op de zoekmachine Google. Hij vond zo een wedstrijdverslag waarin lovende commentaren stonden over Bakx. Vanhaezebrouck nam daarop contact op met de hoofdscout van KV Kortrijk. Hierdoor kwam Bakx meermaals in de media en kreeg hij daarin de bijnaam Google-spits.